# Paolo Conte
Paolo Conte (Asti, 6 de janeiro de 1937) é um cantor, compositor e multi-instrumentista italiano. Pianista de jazz por formação, é considerado um dos compositores italianos mais importantes e inovadores de sua geração.
Entre os seus sucessos estão canções como "Azzurro" e "Un gelato al limon". Suas canções mais emblemáticas são: "Genova per noi", "Vem di", "O riconstruzione do Mocambo", "Dancing", "Via con me", "Diavolo rosso", "Una giornata al mare", "Sotto le stelle jazz", "Parole d'amore scritte para macchina".

## Discografia

### Álbum de estúdio
- 1974 - Paolo Conte
- 1975 - Paolo Conte
- 1979 - Un gelato al limon
- 1981 - Paris milonga
- 1982 - Appunti di viaggio
- 1984 - Paolo Conte
- 1987 - Aguaplano
- 1990 - Parole d'amore scritte a macchina
- 1992 - 900
- 1995 - Una faccia in prestito
- 2000 - Razmataz
- 2004 - Elegia
- 2008 - Psiche
- 2010 - Nelson
- 2014 - Snob

### Álbum ao vivo
- 1985 - Concerti
- 1988 - Paolo Conte Live
- 1993 - Tournée
- 1998 - Tournée 2
- 2001 - Paolo Conte. I concerti live @ RTSI Televisione svizzera
- 2005 - Live Arena di Verona

### EP
- 1962 - The italian way to swing
- 1980 - Bartali/Blue tangos/Un gelato al limon/La donna d'inverno